# Alăuta Românească

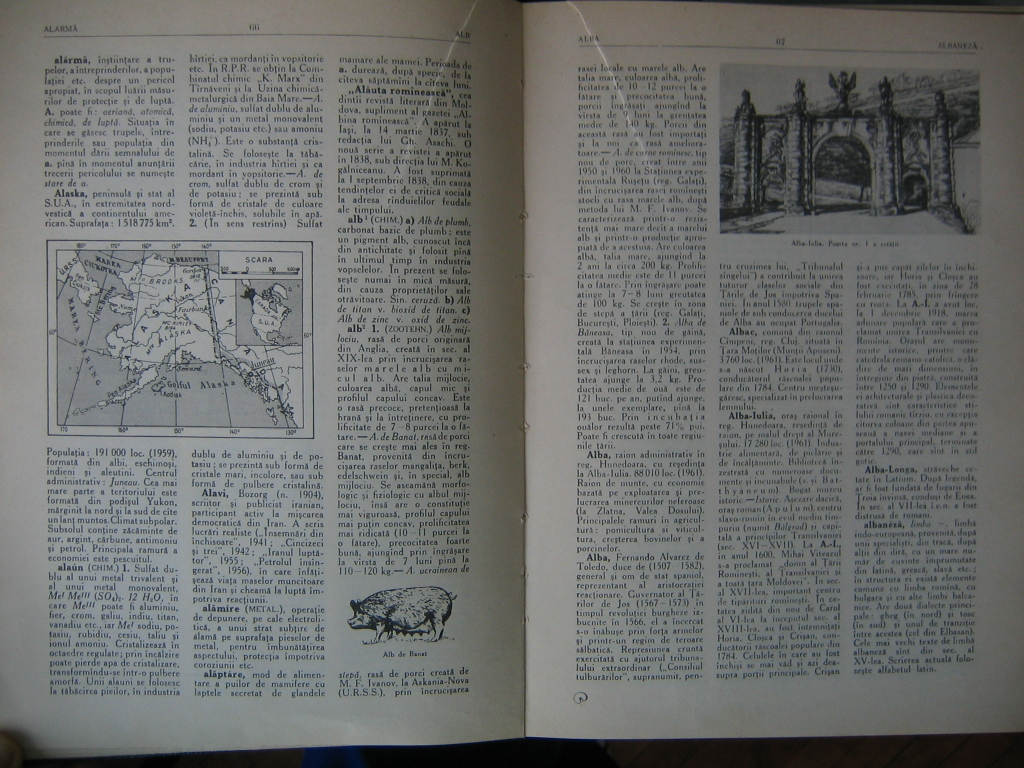
Alăuta Românească în DER

Alăuta Românească a fost prima revistă literară din Moldova, supliment al gazetei Albina românească. A apărut la Iași, la 14 martie 1837, sub redacția lui Gheorghe Asachi. O nouă serie a revistei a apărut în 1838, sub redacția lui Mihail Kogălniceanu. În același an, în paginile sale, Kogălniceanu a susținut teza afirmată de Dimitrie Cantemir în Descriptio Moldavie (1716), conform căreia în spațiul românesc s-ar fi scris cu litere latine până la Conciliul de la Florența (1439).
Revista a fost suprimată la 1 septembrie 1838, datorită tendințelor ei de critică socială la adresa orânduirii feudale din acel timp.

## Restituire
În 1970, fosta Editură Minerva, specializată în valorificarea patrimoniului literaturii române, a publicat revista Alăuta Românească din 1837-1838, reprodusă într-o monumentală ediție facsimilată și transliterată, textul original în alfabetul chirilic sau de tranziție aflându-se în paralel cu textul transliterat în alfabetul latin, cu respectarea riguroasă a rândurilor, până la exactitatea despărțirilor în silabe de la capetele de rând.